# Chlum (Svitavská pahorkatina)
Chlum (366 m n. m.) je vrch v okrese Ústí nad Orlicí v Pardubickém kraji. Leží asi 1,5 km jihovýchodně od obce Borovnice, na katastrálním území obce Koldín.
Na vrcholu se dochovaly zříceniny hradu Dřel připomínaného v patnáctém století.

## Geomorfologické zařazení
Geomorfologicky vrch náleží do celku Svitavská pahorkatina, podcelku Českotřebovská vrchovina, okrsku Kozlovský hřbet a podokrsku Brandýský hřbet.